# José María Pino Suárez
José María Pino Suárez (Tenosique, 8 september 1869 – Mexico-Stad, 22 februari 1913) was een liberaal Mexicaans politicus en advocaat.
Pino Suárez studeerde recht in Mérida. Aanvankelijk ging hij niet de politiek in, en hield hij zich vooral bezig met het schrijven van gedichten. Pino Suárez publiceerde meerdere dichtbundels. In 1909 sloot hij zich aan bij de Nationale Anti-herverkiezingspartij van Francisco I. Madero. In 1910 probeerde hij een gooi te doen naar het gouverneurschap van Yucatán, doch hij trok zich terug uit de race na doodsbedreigingen van aanhangers van dictator Porfirio Díaz.
Na het uitbreken van de Mexicaanse Revolutie leidde hij de revolutionaire troepen in Yucatán, waar hij gouverneur werd. Na het verdrijven van Díaz werd Pino Suárez kandidaat voor het vicepresidentschap onder Madero. Aanhangers van Madero zagen echter liever Francisco Vázquez Gómez als vicepresident, doch Madero vond dat deze zich te veel met Díaz gecompromitteerd had. Daarom richtte Madero een nieuwe partij op, de Vooruitstrevende Constitutionalistische Partij (PCP). In oktober werd Madero tot president gekozen en Pino Suárez tot vicepresident. Madero benoemde Pino Suarez tevens tot minister van onderwijs.
Tijdens de decena trágica, de staatsgreep in februari 1913, werden hij en Madero door aanhangers van generaal Huerta gevangengezet. Hoewel de Amerikaanse ambassadeur en medeverantwoordelijke voor de staatsgreep Henry Lane Wilson hen een veilige aftocht had beloofd, werden ze drie dagen later door Huerta's aanhangers vermoord. Madero werd in zijn nek geschoten, Pino Suárez werd tegen de gevangenismuur gezet en daar gefusilleerd. Pino Suárez wordt in Mexico beschouwd als martelaar voor de democratie.
- International Standard Name Identifier: 0000 0001 0530 8053
- Library of Congress Control Number: n86064000
- Nationale Bibliotheek van Israël: 987007448990605171
- SNAC: w6711v8n
- Système universitaire de documentation: 149636695
- Virtual International Authority File: 58096704
- WorldCat: E39PBJr7TRDYdMDc9PtXDHB3wC